# فروتلند پارک (فلوریدا)
فروتلند پارک (به انگلیسی: Fruitland Park) شهری در شهرستان لیک ایالت فلوریدا است که در سال ۱۹۲۷ بنیان‌گذاری شده‌است. این شهر طبق سرشماری سال ۲۰۱۰ میلادی، ۴٬۰۷۸ نفر جمعیت داشته و مساحت آن نیز ۹٫۵ کیلومتر مربع است.